# 林樹
林樹（1941年10月9日－），臺灣當代教育學學者，中華大學前校長。專長為中華民國憲法、教育哲學與教育行政實務。
林樹出身於新竹香山農家，求學於省立新竹師範學校、省立師範大學。研究所畢業後，初於新竹四中執教，隨後於國立交通大學任圖書館館長，長達16年，為台灣教育史上職事最久的圖書館館長。於任內推行館際合作、引入圖書館自動化系統。
1992年起至中華工學院任教，1994年獲聘為中華大學校長，任內推動中華工學院改名中華大學，卸任校長後，於中華大學師資培育中心任教。2007年於中華大學退休，將一百多萬臺幣的退休金設立為育才獎助學金。

### 學術著作
- 國教九年一貫課程之師資因應策略
- 我國中輟生之問題與對策